# Armando León
 (mars 2025).
Si vous disposez d'ouvrages ou d'articles de référence ou si vous connaissez des sites web de qualité traitant du thème abordé ici, merci de compléter l'article en donnant les références utiles à sa vérifiabilité et en les liant à la section « Notes et références ».
 (mars 2025).
Armando León, né le 18 janvier 2000 à Ensenada au Mexique, est un footballeur mexicain qui joue au poste d'avant-centre au FC Rànger's.

## Palmarès
Club León
- Liga MX : 2020

Alebrijes de Oaxaca Premier
- Serie B : Clôture en 2023.